# Interstate 49
Interstate 49 (afgekort I-49) is een Interstate Highway in de Verenigde Staten. De snelweg begint in Lafayette en eindigt in Shreveport. De snelweg loopt volledig door de staat Louisiana.  

## Belangrijke steden aan de I-49
Lafayette - Opelousas - Alexandria - Natchitoches - Shreveport